# Horváth Ica (színművész, 1915)
Horváth Ica, Horváth Aliz Klementina Piroska Hella (Budafok, 1915. február 16. – ?) magyar színésznő, szubrett.
Vay Ilus (született Horváth Ilona) részben az ő hatására vette fel anyja családnevét művésznévként elkerülendő a névazonosságot, mert abban az időben már két Horváth Ica színésznő is működött.

## Élete
Horváth Géza törvényszéki tanácselnök és Spuller Klementina leánya. Vőlegénye Érckövy/Érczkövy/Érczkövi/Érckövi László (1900–?) színművész, táncos komikus, Érczkövy Károly és Lányi Szidi (Szidónia) színészek fia, akivel 1931-ben már jegyesek voltak. Azonban Horváth Ica szülei nem akartak tudni a romantikusan induló szerelemről, ezért Érczkövy megszöktette szerelmesét a szülői házból. A fiatal színész és a szép szőke úrileány házassága elé különféle akadályok gördültek. Az úrilányból színésznő lett, a táncoskomikus partnere vidéki turnéra indultak. Horváth Icát szerződtette is az egyik pesti színház, de a karrier félbeszakadt, véget ért a szerelmi regény is. Később megismerkedett egy külföldi nagyvállalat budapesti képviselőjével, aki komoly szándékkal kezdett neki udvarolni. Szerelmi bánata miatt 1937 júniusában egyik este az Ybl Miklós tér előtt a Dunába vetette magát öngyilkossági szándékkal. A rendőri motorcsónak kimentette majd a mentők a Fasor Szanatóriumba szállították. 1937. július 13-án Budapesten házasságot kötött a bielefeldi születésű Hellmann Hermann Frigyes Vilmos Heinz-cal, a Géptisztító Anyagipar ügyvezetőjével.